# Problema dell'anello portatovagliolo

Se un buco di altezza è scavato al centro di una sfera, il volume della parte di solido rimanente non dipende dalla dimensione della sfera

Animazione della sezione di un anello portatovagliolo con altezza costante

In geometria, il problema dell'anello portatovagliolo è il calcolo del volume della parte di solido rimanente in una sfera dopo aver scavato un buco cilindrico concentrico alla sfera stessa. È controintuitivo il fatto che il volume non dipenda dalle dimensioni della sfera (ovvero, dal suo raggio), ma solo dall'altezza del solido risultante.
Il nome del problema deriva dal fatto che la forma geometrica risultante ricorda quella di un anello portatovagliolo.

## Enunciato
Supponiamo che l'asse di un cilindro passi per il centro di una sfera di raggio {\displaystyle R} e che {\displaystyle h} sia l'altezza (calcolata parallelamente all'asse) della parte di cilindro che entra nella sfera. Il volume del solido risultante dalla rimozione della parte di cilindro dalla sfera dipende da {\displaystyle h} ma non da {\displaystyle R}:
{\displaystyle V={\frac {\pi h^{3}}{6}}.}

## Dimostrazione
Indichiamo con {\displaystyle R} il raggio della sfera e con {\displaystyle h} l'altezza della galleria scavata dal cilindro nella sfera.

Schema delle dimensioni dell'anello

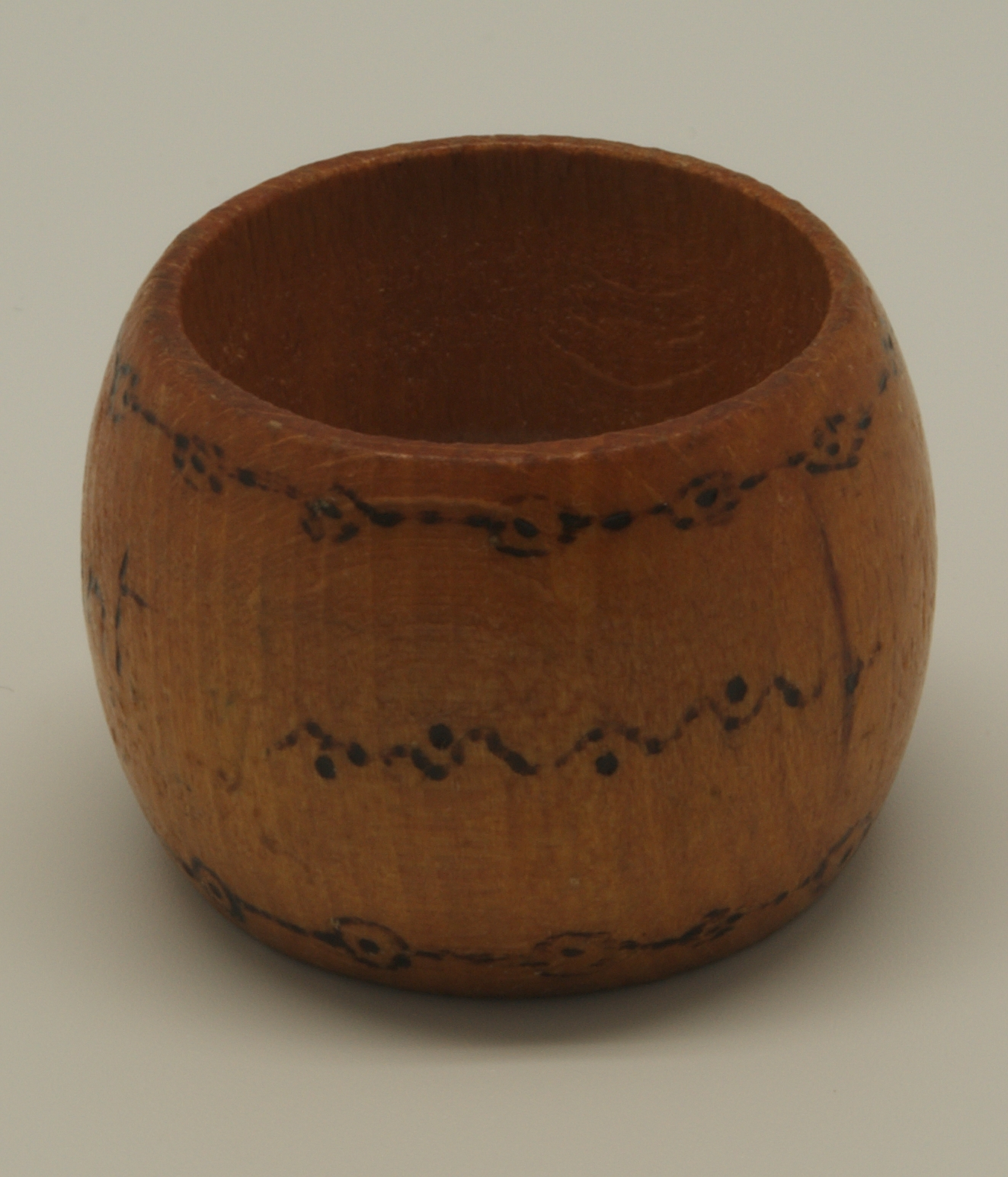
Un anello portatovagliolo pirografato

Per il teorema di Pitagora, il raggio del cilindro è:
{\displaystyle {\sqrt {R^{2}-\left({\frac {h}{2}}\right)^{2}}}}
e il raggio della sezione orizzontale della sfera a una generica altezza {\displaystyle y} è:
{\displaystyle {\sqrt {R^{2}-y^{2}}}}
L'area della sezione dell'anello sferico ad altezza {\displaystyle y} (che indichiamo con {\displaystyle S_{a}(y)}) è la differenza tra l'area della sezione della sfera ad altezza {\displaystyle y} e l'area della sezione del cilindro:
{\displaystyle S_{a}(y)=\pi \left({\sqrt {R^{2}-y^{2}}}\right)^{2}-\pi \left({\sqrt {R^{2}-\left({\frac {h}{2}}\right)^{2}\,{}}}\,\right)^{2}=\pi \left(\left({\frac {h}{2}}\right)^{2}-y^{2}\right).}
Il raggio {\displaystyle R} non appare nel precedente risultato; segue che l'area della sezione orizzontale dell'anello non dipende dal raggio della sfera. Lo stesso vale per il volume dell'anello, che è l'integrale della sezione orizzontale calcolata in funzione dell'altezza:
{\displaystyle {\begin{aligned}\int _{-h/2}^{h/2}S_{a}(y)dy&=\int _{-h/2}^{h/2}\pi \left(\left({\frac {h}{2}}\right)^{2}-y^{2}\right)dy\\&=\pi \left({\frac {h^{2}}{4}}y{\Big |}_{-h/2}^{h/2}-{\frac {1}{3}}y^{3}{\Big |}_{-h/2}^{h/2}\right)\\&={\frac {\pi h^{3}}{6}}.\end{aligned}}}
Lo stesso risultato si otterrebbe applicando il principio di Cavalieri: solidi aventi sezioni corrispondenti di area uguale hanno volumi uguali. Infatti, l'area della sezione dell'anello è la stessa della sezione di una sfera di raggio {\displaystyle h/2}, la quale ha volume:
{\displaystyle {\frac {4}{3}}\pi \left({\frac {h}{2}}\right)^{3}={\frac {\pi h^{3}}{6}}.}